# Francisco Raúl Gutiérrez Grillo
Francisco Raúl Gutiérrez Grillo, ook bekend als Machito (3 december 1909 – Londen, 15 april 1984), was een Cubaanse zanger en maraca'sspeler, die hielp bij het verfijnen van Afro-Cubaanse jazz en het creëren van zowel cubop- als salsamuziek. Hij groeide op in Havana met zijn pleegzus en zangeres Graciela.
In New York formeerde Machito in 1940 de Afro-Cubans en met Mario Bauzá als muzikaal leider bracht hij Cubaanse ritmes en bigbandarrangementen samen in één groep. Hij maakte talloze opnamen van de jaren 1940 tot 1980, veel met Graciela als zangeres. Machito wisselde in 1975 naar een kleiner ensemble-formaat en toerde intensief door Europa. Hij bracht zijn zoon en dochter in de band en ontving in 1983 een Grammy Award, een jaar voordat hij overleed.
Machito's muziek had een effect op de carrières van veel muzikanten die in de loop der jaren in de Afro-Cubans speelden en op degenen die zich aangetrokken voelden tot latinjazz, nadat ze hem hadden gehoord. George Shearing, Dizzy Gillespie, Charlie Parker en Stan Kenton werden beïnvloed door Machito. Een kruispunt in East Harlem wordt ter ere van hem Machito Square genoemd.

## Biografie

### Jeugd
Machito gaf tegenstrijdige verklaringen over zijn geboorte. Hij zei wel eens dat hij een Cubaan was uit Havana. Andere verklaringen plaatsen zijn geboorte in Tampa (Florida), waardoor hij een Amerikaan van Cubaanse afkomst is. Hij is mogelijk geboren in 1908 in het district Jesús María van Havana of in Tampa, 1909 in het district Marianao Beach van Havana of in Tampa, 1912 in Tampa of Havana, of zelfs 1915 in Havana.
Ongeacht zijn geboorteplaats groeide Machito van jongs af aan op in het district Jesús María van Havana, waar zijn pleegzus Graciela werd geboren op 23 augustus 1915. Ze werden beiden opgevoed door haar ouders. De jonge Francisco Raúl Gutiérrez Grillo, de zoon van een sigarenfabrikant, kreeg als kind de bijnaam 'Macho', omdat hij de eerste zoon was van zijn ouders, nadat ze drie dochters hadden gekregen. In zijn tienerjaren en de jaren 1920 werd Macho in Cuba een professionele muzikant en speelde hij in verschillende ensembles van 1928 tot 1937.

### Carrière
Macho verhuisde in 1937 naar New York als zanger bij Las Estrellas Habaneras (Havana Stars). Hij werkte eind jaren 1930 met verschillende latinjazz-artiesten en -orkesten en nam op met Conjunto Moderno, Cuarteto Caney, Orchestra Siboney en bandleider Xavier Cugat. Na een eerdere poging om samen met Mario Bauzá een band op te richten, richtte hij in 1940 de Afro-Cubans op en dirigeerde hun eerste repetitie op 3 december in de Park Palace Ballroom gelegen aan W. 110th Street in Harlem. Een blazerssectie in bigband-stijl met trompetten en saxofoons werd ondersteund door een trapdrum, piano, bas en een Cubaanse bongo. Enkele weken later, begin januari 1941, nam Machito Mario Bauzá in dienst als muzikaal leider, een rol die hij 34 jaar behield. Als instrumentalist speelde Bauza trompet en altsaxofoon.
De band had een vroege hit met Sopa de Pichon in 1941. De titel is straattaal voor duivensoep, een Puerto Ricaanse grap over bijna verhongering als immigrant in New York.
Machito en de Afro-Cubans waren een van de eersten die Afro-Cubaanse ritmes versmolten met jazzimprovisatie en arrangementen voor een bigband. Machito was de frontman en maracaspeler van de Afro Cubans, terwijl Bauza het karakter van de band als muzikaal leider bepaalde. Bauza was Machito's zwager uit zijn huwelijk met Machito's zus Estela en huurde jazz-georiënteerde arrangeurs en muzikanten in om het oprichtende lid en de oorspronkelijke arrangeur van de band Joseph 'Pin' Madera te vervangen, die was opgeroepen voor het Amerikaanse leger en diende in de Tweede Wereldoorlog.
Als gevolg hiervan inspireerde Machito's muziek grote Amerikaanse jazzmuzikanten als Dizzy Gillespie, Charlie Parker en Stan Kenton. Een van de items in het repertoire van het Kenton-orkest was een idiomatisch Afro-Cubaans nummer, dat bekend staat als Machito, gecomponeerd door Stan Kenton met Pete Rugolo en in 1947 uitgebracht als Capitol 78.
In april 1943, tijdens de Tweede Wereldoorlog, werd Machito opgeroepen voor het Amerikaanse leger. Na een paar maanden trainen liep hij een beenblessure op en werd in oktober ontslagen. Eerder, anticiperend op een lange afwezigheid van de leider van de band, had Bauza Machito's jongere pleegzus Graciela laten halen, die vanuit Havana naar New York was gereisd, waar ze op tournee was geweest met El Trio Garcia en de hoofdrol zong met het volledig vrouwelijke Orquesta Anacaona. Graciela was een jaar lang de leadzangeres van de Afro-Cubans, voordat Machito terugkeerde aan het hoofd van de band. Graciela bleef aan - bij optredens wisselden de twee zangers solo-liedjes af en creëerden duetten zoals Si Si No No en La Paella. Naast de percussie speelde Graciela claves naast Machito's maracas.
Beginnend in 1947 hielp tiener Willie Bobo bij het verplaatsen van de uitrusting van de band naar optredens in Upper Manhattan, zodat hij ze kon zien spelen. Tegen het einde van de avond, als er geen vakbondsleiders van musici in zicht waren (hij was minderjarig), leende hij bongo's van José Mangual en speelde hij met de band. Later hielp Machito hem om posities te krijgen in andere latin-bands. Vele jaren later wees George Shearing Machito en Willie Bobo aan als twee muzikanten die hem hielpen te leren, waar latinmuziek over ging.
Machito accepteerde een opnamedatum met Stan Kenton in december 1947, toen hij maracas speelde op het deuntje The Peanut Vendor, wat een hit was voor Kenton. Andere Afro-Cubans waren op dat moment Carlos Vidal op conga's en José Mangual op timbales. De volgende maand deelden de bands van zowel Kenton als Machito het podium in The Town Hall, New York, wat leidde tot een stijgende interesse in cubop. Machito noemde die muziekstijl toen hij in 1948 een arrangement van Bauza's Tanga opnam met de nieuwe titel Cubop City. Machito was gewild bij platenproducenten en in zijn liveshows speelde hij met solisten als Howard McGhee op trompet en Brew Moore op tenorsax. Eind 1948 ging hij de studio in met Charlie Parker en Flip Phillips op tenorsax. Machito's ster was rijzende en hij speelde in de Carnegie Hall op 11 februari 1949 en prijkte op een affiche met Duke Ellington, Lester Young, Bud Powell en Coleman Hawkins. Er werd een 78" album uitgegeven, opgenomen in 1948 en 1949: Mucho Macho. Voor deze opnamen had de 14-koppige band drie trompettisten (waaronder Bauza), vier saxofonisten, pianist René Hernández, een bassist en drie percussionisten die bongo's, conga's en timbales speelden, aangevuld met Graciela op claves en Machito zelf op maracas. Een volgende publicatie was Tremendo Cumban met arrangementen van pianist Hernández en vocale toevoegingen van de Rugual Brothers. Deze opname bevat Mitch Miller, die hobo speelt op het deuntje Oboe Mambo.
Elke zomer van midden jaren 1940 tot eind jaren 1960, een periode van 22 jaar, speelden Machito en zijn band tien weken lang een engagement in het Concord Resort Hotel in de Catskills. Machito's album Vacation at the Concord werd in 1958 uitgegeven als een representatieve ervaring van een avonduitvoering, maar het werd niet opgenomen in het resort. De 5-jarige Mario Grillo leerde timbales spelen tijdens de zomerserie van 1961, met lessen van Uba Nieto, en keerde vervolgens terug naar New York met de band van zijn vader en speelde zijn eerste optreden, waarbij hij staand op een stoel, een enkele timbales-solo ten gehore bracht in de Palladium Ballroom naast Tito Puente.
In 1957 nam Machito het album Kenya op, met voornamelijk originele nummers van A.K. Salim of Hernández, die samenwerkte met Bauza. Het enige nummer op de cover was Tin Tin Deo van Chano Pozo. Gastmuzikanten waren onder meer Doc Cheatham en Joe Newman op trompet, Cannonball Adderley op altsax en Eddie Bert op trombone. Vast bandlid en arrangeur Ray Santos speelde ook tenorsaxofoon op het album. Een zevenkoppige percussiesectie (inclusief Candido Camero en Carlos 'Patato' Valdes) rondde het af. Het album heeft een aanzienlijke levensduur gekend: een halve eeuw na de publicatie werd het genoemd door Robert Dimery in zijn boek 1001 Albums You Must Hear Before You Die.
In 1975 trad Machito's zoon Mario Grillo, bekend als Machito jr., toe tot de band voor de opname Afro-Cuban Jazz Moods met Dizzy Gillespie. Het album, met arrangementen van Chico O'Farrill, werd genomineerd voor een Grammy Award. Later in 1975 besloot Machito dat hij een uitnodiging zou accepteren om door Europa te toeren met een kleiner achtkoppig ensemble. Bauza stopte, hij had ernstige twijfels of zo'n onderneming muzikaal zou werken. Graciela vertrok ook. De toer en de kleinere band bleken erg succesvol en was het begin van meerjarige reizen door Europa. (Bauza gaf jaren later toe dat hij te haastig had gehandeld.) Mario Grillo nam de taken van muzikaal leider over in 1977. Dat jaar verdiende de band opnieuw een Grammy-nominatie voor Fireworks, een verandering van toon die werd aangegeven door het optreden van Lalo Rodríguez als co-leadzanger en componist van drie deuntjes. Verdere Europese tournees werden ondernomen onder de bandnaam Machito and his Salsa Big Band en Machito's dochter Paula Grillo verzorgde de vrouwelijke leadzang en trad in Graciela's voetsporen. Toen de band in februari 1982 in Londen verscheen, accepteerden ze langetermijn-verbintenissen, waardoor Londen hun thuisbasis werd.
In de Avery Fisher Hall in 1978 speelden Machito en zijn band voor het New Yorkse gedeelte van het Newport Jazz Festival. Dizzy Gillespie speelde solo met de band. Na zijn set brachten Machito en Tito Puente allebei hun bands op het podium. De twee bands speelden het nummer Mamba Adonis gedurende 15 minuten, een deuntje dat later door Puente werd omgedoopt tot Machito Forever. Vervolgens maakten Machito's band en Gillespie de set af met het deuntje Manteca, een arrangement uit 1948.
In 1983 won Machito een Grammy Award in de categorie «Best Latin Recording» voor Machito & His Salsa Big Band '82. De opname is in ongeveer vier uur in Nederland gemaakt, meestal één opname per deuntje.

## Opmerkelijke innovaties

### Creatie van Latin jazz
Het eerste jazznummer dat openlijk in-clave was gebaseerd, was Tanga (1942), gecomponeerd door Mario Bauza en opgenomen door Machito en zijn Afro-Cubans.
De eerste descarga [Cubaanse jamsessie] waarvan de wereld kennis nam, is terug te voeren op een Machito-repetitie op 29 mei 1943 in de Park Palace Ballroom, op 110th Street en 5th Avenue. Op dat moment was Machito in Fort Dix (New Jersey) in zijn vierde week basisopleiding. De dag ervoor hoorde Mario Bauza, Machito's trompettist en muziekdirecteur, in de La Conga Club, pianist Luis Varona en bassist Julio Andino iets spelen, dat zou dienen als een permanent sign-off (einde van de dans) deuntje.
Op deze maandagavond leunde Dr. Bauza over de piano en droeg Varona op om hetzelfde pianostuk te spelen als de avond ervoor. Met de linkerhand van Varona begon de introductie van El Botellero van Gilberto Valdes. Bauza vertelde Julio Andino wat hij moest spelen: eerst de saxen, dan de trompetten. De gebroken akkoordklanken begonnen al snel vorm te krijgen in een Afro-Cubaanse jazzed melodie. De altsax van Gene Johnson liet vervolgens oriëntaalse jazzfrases horen. Bij toeval werd Afro-Cubaanse jazz uitgevonden toen Bauza die avond Tanga (Afrikaans woord voor marihuana) componeerde.
Daarna, telkens als Tanga werd gespeeld, klonk het anders, afhankelijk van de individualiteit van een solist. In augustus 1948, toen trompettist Howard McGhee solo speelde met Machito's orkest in het Apollo Theater, resulteerden zijn improvisaties op Tanga in Cu-Bop City, een deuntje dat maanden later door Roost Records werd opgenomen. De jams die plaatsvonden in de Royal Roots, Bop City en Birdland tussen 1948-1949, toen Howard McGhee, tenorsaxofonist Brew Moore, Charlie Parker en Dizzy Gillespie bij het Machito-orkest zaten, waren niet gerepeteerd, ongeremd en ongehoord voor jamsessies, die in die tijd ceremoniemeester Symphony Sid de Afro-Cubaanse jazz noemde.

De jams van het Machito-orkest van tien of vijftien minuten waren de eerste in de latin-muziek die zich losmaakten van de traditionele opnamen van minder dan vier minuten. In februari 1949 werd het Machito-orkest het eerste dat een precedent schiep in de Latijnse muziek, toen het tenorsaxofonist Flip Phillips in een vijf minuten durende opname van Tanga speelde. De twaalf inch 78-toeren, onderdeel van het album The Jazz Scene, werd verkocht voor $25-Salazar (1997).
De rechterhand van de Tanga piano guajeo is in de stijl die bekend staat als ponchando, een soort niet-arpeggio guajeo met blokakkoorden.

### Tien innovaties
1. De eerste band die het driemanschap van conga's, bongo en timbales tot het standaardelement van percussie in Afro-Cubaanse dansmuziek maakte. Hierdoor verhoogden alle drie de instrumenten hun rol in de Afro-Cubaanse dansmuziek. Het gebruik van gebroken belpatronen door de bongocero in mambo-hoornsecties, de verhoogde ritmische vocabulaire van de conga-drum en zijn functie in een bandomgeving, het toegenomen belang van de rol van de timbalen bij het opzetten van figuraties, gespeeld door de hoorns en deze te accentueren zoals een jazzdrummer zou doen in een bigband. bijv. 'Nague', ook het eerste opgenomen voorbeeld van alle drie de percussie-instrumenten die als een sectie spelen.
2. De eerste band die jazzarrangement-technieken met Afro-Cubaanse ritmes verkent. De Cubaanse bigband-arrangeur Chico O'Farrill verklaarde: 'Dit was een nieuw concept bij het interpreteren van Cubaanse muziek met zoveel mogelijk (harmonische) rijkdom. Je moet begrijpen hoe belangrijk dit was. Het maakte elke andere band die daarna kwam, tot volgers'.[25]
3. De eerste band die modale harmonie verkende, een concept dat veel later door Miles Davis en Gil Evans werd verkend vanuit een jazzarrangement-perspectief door middel van hun opname van Tanga. Opvallend is het 'vel met geluidseffect' door het gebruik van meerdere lagen.
4. De eerste bigband die, vanuit een Afro-Cubaans ritmisch perspectief, uitgebreide compositorische werken op grote schaal verkent, bijv. The Afro-Cuban Jazz Suite van Chico O'Farrill.
5. De eerste band die jazz bigband-arrangementen in een oorspronkelijke compositie verenigde met jazz-georiënteerde solisten met behulp van een Afro-Cubaanse ritmesectie, bijv. Gene Johnson (alt), Brew Moore (tenorsax), compositie - Tanga (1943).
6. De eerste multiraciale band in de Verenigde Staten.
7. De eerste band in de Verenigde Staten die de term Afro-Cuban als de naam van de band gebruikte (Machito & The Afro-Cubans), waarmee de West-Afrikaanse roots van de muziek wordt erkend.
8. De eerste Afro-Cubaanse dansband die het concept van clave-contrapunt openlijk verkent vanuit een arrangement-standpunt. Het vermogen om naadloos van de ene kant van de clave naar de andere te gaan zonder de ritmische integriteit binnen de structuur van een muzikaal arrangement te breken.
9. De band zette een norm van professionaliteit en muzikale uitmuntendheid, waaraan bandleiders als José Curbelo, Tito Puente, Marcelino Guerra, Tito Rodríguez, Elmo García en elke band die volgde, moesten voldoen. Hoewel duidelijk kon worden gesteld dat Xavier Cugat veel eerder een extreem hoog niveau van professionaliteit had bereikt met zijn orkest in het Waldorf-Astoria Hotel (1931), was het geluid dat door de meerderheid van de bandleiders in New York werd nagebootst, niet dat van Cugat, maar dat van Machito's Afro-Cubans. Cugat trad op voor elite van de high society, niet voor de latino-gemeenschap, die geconcentreerd was in East Harlem (El Barrio) en de South Bronx. Cugats geluid was er een die ze misschien hebben ervaren via opnamen op de radio, maar deze gemeenschap had er weinig toegang toe.
10. De Afro-Cubanen van Machito vormden een oefenterrein voor de uitwisseling van progressieve muzikale ideeën voor Afro-Cubaanse dansmuziek en de fusie ervan met jazzarrangementen, samen met jazzgeoriënteerde solisten in een multiraciaal kader dat nog niet bestond.

Terwijl hij muzikaal leider was van Machito, ontwikkelde Mario Bauzá het concept en de terminologie van de 3-2/2-3 clave. Een akkoordprogressie kan aan weerszijden van de clave beginnen. Wanneer de progressie aan de driekant begint, wordt gezegd dat de song of songsectie in 3-2 clave is. Wanneer de akkoordprogressie aan de tweezijdige begint, is het in 2-3 clave. In Noord-Amerika vertegenwoordigen salsa- en latinjazz-grafieken gewoonlijk clave in twee maten van cut-time (2/2), dit is hoogstwaarschijnlijk de invloed van jazzconventies. Wanneer clave in twee maten (hierboven) wordt geschreven, is het veranderen van de ene clave-reeks naar de andere een kwestie van de volgorde van de maten omkeren.

### Van de ene kant van de clave naar de andere
Het 3-2 / 2-3-concept en de terminologie werden in de jaren 1940 in New York ontwikkeld door de in Cuba geboren Mario Bauza, terwijl hij muzikaal leider was van Machito en zijn Afro-Cubans. Bauzá was een meester in het verplaatsen van het lied van de ene kant van de clave naar de andere. Het volgende melodische fragment komt uit de openingsverzen van Que vengan los rumberos van Machito en zijn Afro-Cubanen. De melodie gaat van de ene kant van de clave naar de andere en dan weer terug. Een maat van 2/4 verplaatst de akkoordprogressie van de tweezijdige (2-3) naar de driezijdige (3-2). Later verplaatst een andere maat van 2/4 het begin van de akkoordprogressie terug naar tweezijdig (2-3).
De eerste 41⁄2 claves van de verzen staan in 2-3. Na de maat 2/4 (halve clave) klapt het nummer naar de driekant. Het gaat verder in 3-2 op het V7-akkoord voor 41⁄2 claves. De tweede maat van 2/4 draait het nummer terug naar de tweezijdige en het I-akkoord.
In nummers als Que vengan los rumberos wisselen de zinnen voortdurend af tussen een 3-2 raamwerk en een 2-3 raamwerk. Het vergt een zekere mate van flexibiliteit om uw oriëntatie op deze manier herhaaldelijk opnieuw te ordenen. De meest uitdagende momenten zijn de afkortingen en andere overgangszinnen waarin je draait om je referentiepunt van de ene kant van de clave naar de andere te verplaatsen.

In combinatie met de akkoord- en clave-wisselingen creëert zanger Frank 'Machito' Grillo een boog van spanning/ontlading die meer dan een dozijn maten beslaat. Aanvankelijk zingt Machito de melodie rechtlijnig (eerste regel), maar drukt de tekst al snel uit in de vrijere en meer gesyncopeerde inspiración van een folkloristische rumba (tweede regel). Tegen de tijd dat het nummer verandert in 3-2 op het V7-akkoord, heeft Machito een aanzienlijke hoeveelheid ritmische spanning ontwikkeld door het onderliggende metrum tegen te spreken. Die spanning wordt dan opgelost als hij op drie opeenvolgende hoofdslagen (kwartnoten) zingt, gevolgd door tresillo. In de maat onmiddellijk volgend op tresillo keert het nummer terug naar 2-3 en het I-akkoord (vijfde regel) —Peñalosa (2010).

## Privéleven en overlijden
Machito was wat klein van stuk, met een hoogte van 1,63 m (5 voet 4 inch). Hij was zijn hele leven rooms-katholiek en trouwde op 17 januari 1940 met de Puerto Ricaanse Hilda Torres, waarna hij zijn bijnaam veranderde van Macho in Machito. Het grensoverschrijdende huwelijk diende als een teken voor de New Yorkse latino's dat het mogelijk was een gevoel van pan-latino broederschap te bereiken. Frank en Hilda Grillo brachten vijf kinderen voort: Martha (1941), Frank Jr (1943), Barbara (1948), Mario (1956) en Paula. Het gezin woonde in Spanish Harlem op 112th Street en Second Avenue, waar Machito graag voor zijn kinderen kookte en af en toe een liedje schreef, zoals Sopa de Pichon, terwijl hij in de keuken werkte.
Machito kreeg een beroerte voor aanvang van een concert in Londen in 1984 en stortte in, terwijl hij wachtte om het podium op te gaan in de club van Ronnie Scott. Hij overleed vier dagen later op 19 april 1984 op 74-jarige leeftijd in het University College Hospital in Londen. Zijn zoon Mario zette de erfenis voort door het Machito-orkest te leiden na de dood van zijn vader. Zijn dochter Paula heeft, hoewel ze haar leven aan wetenschappelijke studies heeft gewijd, af en toe als zangeres de band geleid.
Mario Bauza overleed in 1993. Hilda Grillo, beschermvrouwe van de Latijnse muziek na de dood van haar man, overleed in juli 1997. Graciela is nooit getrouwd geweest en overleed in april 2010 op 94-jarige leeftijd.

## Nalatenschap
In 1985 doopte de New Yorkse burgemeester Ed Koch de kruising van East 111th Street en Third Avenue Machito Square, een locatie in het Spaanse Harlem, één blok verwijderd van East 110th Street, om tot Tito Puente Way na de dood van Tito Puente in 2000. Machito woonde als jongvolwassene in een appartement in de zuidwestelijke hoek van de kruising.
De documentaire van Machito: A Latin Jazz Legacy van Carlo Ortiz werd uitgebracht in 1987, waarop een oudere Machito en zijn vrouw in hun appartement in The Bronx te zien waren, evenals archiefbeelden van optredens in de jaren 1940 en daarna.

## Eerbetoon
De Nederlandse formatie Cubop City Big Band debuteerde midden jaren 90 met een album waarop het werk van Machito centraal stond.

## Discografie

### Als leader
- 1948-1949: Mucho Macho Machito (Clef Records)
- 1957: Kenya (Roulette Records)
- 1958: Vacation at the Concord (Verve Records)
- 1959: Machito with Flute to Boot (Roulette)
- 1961: Machito at the Crescendo (GNP Crescendo Records)
- 1983: Machito!!! (Timeless Records)

### Als sideman
- ????: Miguelito Valdés, Bim Bam Boom – An Album of Cuban Rhythms (Decca Records)
- 1942: Miguelito Valdés, Afro-Cuban Music (Decca)
- 1948, 1951-1952: Charlie Parker, South of the Border (Verve Records)
- 1975: Dizzy Gillespie, Afro-Cuban Jazz Moods (Pablo Records)